# Лале на Грейг
Лале на Грейг (лат. Tulipa gréigii) е вид цъфтящи растения от рода лале от семейство Liliaceae.

## История на откритията
Описано от Е. Л. Регел от планината Каратау, първоначално като разновидност на алтайското лале (Tulipa altaica var. karatavica, 1868) след това през 1873 г. като самостоятелен вид. Наречено в чест на Самуил Алексеевич Грейг – президент на Руското общество на градинарите.

## Ботаническо описание
Луковицата продълговато-яйцевидна, 2 – 4 см в диаметър, с червеникаво-кафяви кожести люспи. Стъблото е високо до 50 см, дръжката е пухкава.
Листата с тъмно лилави ивици, включително 4, по-рядко – 3 или 5.
Цветето е с изящна чаша или чаша, високо до 10 – 12 см, външните листчета са заострени в пухкав връх. Оцветяване – най-често червено, понякога оранжево, ярко жълто, светло кремаво. Дъното на червените форми е черно или жълто, често при светли форми от вътрешната страна на листчетата има червени или пурпурни петна. Влакната и прашниците са жълти, черни или кестеняви.
Плодът е дълъг до 8 см и широк 2,5 см, броят на нормално развитите семена – до 313.
Размножаване – семенно, много рядко вегетативно.

## Фенология
Цъфти от началото на април до началото на юни, плододава през юни-юли.

## Екология
Пиемонтски равнини и пътеки от планини, глинести, финоземни, каменисто-човешки склонове, до 2400 м надморска височина. Спонтанните хибриди с Tulipa kaufmanniana и Tulipa albertii не са необичайни в естествените популации.

## Разпространение в Казахстан
От северните пустини в околностите на Кизилорда по планините и пътеките на Тиен Шан до прохода Кюрдай (области Жамбил, Туркестан и Кизлорда).

## Култивиране
Тестван за първи път през 1872 г. в Санкт Петербург. През 1877 г. в Холандия е удостоен с първокласна диплома. Първите 15 сорта са получени още през 1889 г., до края на 60-те години на XX век са известни 286 сорта. Отглежда се в ботаническите градини на страните от ОНД и Западна Европа (Холандия, Германия, Англия и др.) В Казахстан – в Лениногорск, Караганда и Алмати (от 1937 г.).

## Сортове
В международната класификация сортовете от този вид са обединени в отделен клас „Greig Tulips“. Известни естествени форми с височина до 70 см, естествени хавлиени и белоцветни форми и естествени хибриди с лалето на Кауфман  . Незаменим елемент на всички форми и хибриди, естествени и култивирани, е шарка от тъмночервени надлъжни ивици, щрихи и петна по листата  . В културата лалетата на Грейг цъфтят рано, но по-късно от лалетата на Кауфман. Този клас включва лалето с най-голямото цвете  – 'Orange Giant Sunset' (2008). При височина на стъблото 20 – 30 см височината на цветята на този сорт е 20 – 25 см  .
През 2013 – 2014 г. в холандски ферми са култивирани 97 сорта от този клас, като общо заемат около 1 % площ на насажденията  .

## Практическа стойност
Луковиците са годни за консумация. В узбекската и казахстанската народна медицина се използват венчелистчета (при главоболие) и плодове (за белодробни заболявания).

## Консервационен статус
Вписан в Червената книга на Република Казахстан. Той е защитен в резервата Аксу-Джабагли, ботаническия резерват Беркара (Жамбилска област) и специализирания резерват Красная горка (окръг Тюлкубас на Туркестанска област).